# Samuel Columbus
Samuel Jonae Columbus, född den 24 april 1642 i Husby prästgård, Dalarna, död 8 juli 1679, var en svensk författare, språkteoretiker och språkforskare. Han var son till prosten, musikern och professorn Jonas Columbus och bror till professorn och skalden Johan Columbus.

## Liv och verk
Samuel Columbus studerade poesi samt klassiska och orientaliska språk vid Uppsala universitet. Han umgicks där med andra litteraturintresserade studenter som bröderna Wolimhaus (Anders Leijonstedt och Jakob Gyllenborg) samt Urban Hjärne. Tillsammans bildade de något som kallats herdekretsen. Han deltog som skådespelare i Urban Hjärnes pjäs Rosimunda, och skrev dikter på latin, grekiska och från 1667 även på svenska. Som informator för två bröder Blixencrona 1666–68 vistades Columbus tidvis i Stockholm, där han 1667–70 tjänstgjorde som amanuens vid antikvitetskollegiet. Han blev där vän och lärjunge till den åldrade Georg Stiernhielm, vars dikt Hercules Columbus dramatiserade för balett under titeln Spel om Herculis wägewal (1669). Från 1671 var Columbus informator för Jacob Momma-Reenstiernas söner och företog med dem 1674–79 en studieresa till Tyskland, Holland, England och Frankrike. I Paris blev Columbus förtrogen med den samtida franska litteraturen och började översätta Pierre Corneille och Molière.
Årsskiftet 1678–1679 började han återresan till Sverige – en resa som tog honom 3 månader. Han var hela sitt vuxna liv starkt påverkad av sjukdom efter sin studenttid i Uppsala, då han under stora umbäranden satt häktad för delaktighet i upplopp. Närmast av en slump hade han dragits med i en strid för ”akademisk frihet”, vilket i dåtidens termer betydde att studenterna önskade supa och rumla fritt, snarare än studera. Sjukdomen han drabbades av under häktestiden var den som slutligen dödade honom, blott 37 år gammal, fyra månader efter hans ankomst till hemlandet. 
Vid sin död var han sysselsatt med ett epos om Karl XI:s danska krig, Den swenske konungs-son, av vilket endast ett fragment finns bevarat.
Columbus sångsamling Odæ Sveticæ är den första konstnärligt mera betydande sångsamlingen med svenska texter. De blev tonsatta av Gustaf Düben den äldre. Fyra melodier blev intagna i 1697 års koralpsalmbok med nydiktade texter. Hwad är thet åht att iag mit Sinne qwällier blev mönster för åtskilliga parodivisor. Han finns representerad i 1819 och 1986 års svenska psalmböcker. En av hans världsliga visor, Lustwins Wijsa, är tonsatt av  Knut Håkanson.